# Roncus numidicus
Roncus numidicus är en spindeldjursart som beskrevs av Giuliano Callaini 1983. Roncus numidicus ingår i släktet Roncus och familjen helplåtklokrypare. Inga underarter finns listade i Catalogue of Life.